# Conus gloria
Conus gloria é uma espécie de gastrópode do gênero Conus, pertencente à família Conidae.